# Алтернативне услуге
Алтернативне услуге су, најчешће, услуге које нису део устаљене, институционализоване праксе а које излазе у сусрет потребама појединаца, група и заједница. Данас су чести носиоци алтернативних услуга невладине организације, односно удружења грађана, самостално или у међусобним партнерствима и партнерствима са државним институцијама. Развој алтернативних услуга се заснива на принципима задовољавања потреба на месту настанка и сталном прилагођавању услуга променљивим потребама, што често није случај са институционализованим услугама социјалног рада.